# Robert Giraud
Robert Giraud (Limoges (Haute-Vienne), 1921 - París, 1997) fue un periodista y librero francés.
Giraud fue un activo miembro de la resistencia francesa durante la ocupación del país por la Alemania nazi en la Segunda Guerra Mundial. Fue detenido por el régimen de Vichy y condenado a muerte, aunque sus compañeros lo liberaron antes de la ejecución.
Tras la guerra escribió en innumerables medios como France Soir y Paris Presse. Fue íntimo amigo del escritor Jacques Yonnet y del fotógrafo Robert Doisneau con quien compartió ediciones de sus obras, entre otras Le vin des rues, con la que obtuvo el premio Rabelais en 1955. 